# Ben Whishaw
Benjamin John Whishaw eller bedre kendt som Ben Whishaw (født 14. oktober 1980) er en engelsk skuespiller, som nok er bedst kendt for sin gennembrudsrolle som Hamlet og hans hovedrolle i filmen Tom Tykwers film Parfumen - Historien om en morder.

## Scene- og filmoptrædener
- The Trench (1999)
- The Escort aka Mauvaise passe (1999)
- Other People's Children (2000) (tv-serie)
- Baby (2001) (kortfilm)
- My Brother Tom (2001)
- Ready When You Are Mr. McGill (2003) (TV)
- The Booze Cruise(2003) (tv-serie)
- 77 Beds (2003) (kortfilm)
- Hamlet 2004 (skuespil)[1]
- The Merchant of Venice 2004
- Enduring Love (2004)
- Layer Cake (2004)
- Mercury Fur 2005 (skuespil)[2][3]
- Nathan Barley  (2005) (tv-serie)
- Stoned  (2005)
- The Seagull 2006 (stage play)[4]
- Look Back in Anger 2006 (radiospil)
- Parfumen - Historien om en morder (2007)
- Leaves of Glass 2007 (skuespil)[5]
- I'm Not There 2007
- Criminal Justice (2008) (TV)
- Brideshead Revisited (2008)[6]
- Bright Star (2009)
- Skyfall (2012)
- Cloud Atlas (2013)
- Spectre (2015)
- Mary Poppins vender tilbage (2018)